# Bulgària al Festival de la Cançó d'Eurovisió
Bulgària ha participat en el Festival de la Cançó d'Eurovisió onze vegades, després del seu debut al Festival d'Eurovisió 2005. El millor resultat obtingut pels búlgars és el segon lloc aconseguit en 2017 per Kristian Kostov i la cançó «Beautiful Mess».
Bulgària no ha aconseguit classificar-se per a la final en vuit de les dotze participacions; a vegades, per molt estret marge, com en 2012, quan Sofi Marinova va perdre, en favor de Noruega, la desena plaça de la segona semifinal en aplicar-se les regles de desempat del concurs. En quatre ocasions, aquest ha pogut país passar a la final, en tres de les quals va aconseguir el TOP-5: van ser cinquens amb Elitsa Todorova i Stoian Iankulov en 2007, quarts amb Poli Genova en 2016 i segons amb Kristian Kostov en 2017 (guanyador en la seva respectiva semifinal).

## Història
Les seves primeres representacions, com la banda Kaffe (2005) i Mariana Popova (2006), no van aconseguir passar de la semifinal. En 2007, el país ho va fer per primera vegada i, a més, va aconseguir el cinquè lloc en la final amb la cançó «Water» (originalment «Вода»). En 2008, tampoc no va aconseguir passar a la final, ja que va ocupar l'onzè lloc per darrere de la República de Macedònia (actual Macedònia del Nord) i per davant de Suècia, que va ser dotzena i va ser salvada per a la final pel jurat. Generalment, Bulgària sol donar la major quantitat de punts als seus països veïns; no obstant això, en l'edició del 2008 va donar la màxima puntuació a Alemanya, potser a causa que una de les noies que integraven el grup que va representar el país germànic era búlgara.
En la semifinal del Festival de 2012, Bulgària va empatar amb Noruega amb 45 punts. A pesar d'això, segons l'especificat en les normes de desempat del Festival, com que Noruega havia obtingut punts d'11 països, un més que Bulgària, la primera va passar a la final amb el desè lloc. Bulgària, per tant, no va aconseguir passar-hi i va haver de conformar-se amb l'onzena posició. Per al següent festival, en 2013, novament va enviar un duo constituït per Elitsa Todorova i Stoyan Yankoulov amb «Samo Shampioni». El tema competiria en la segona semifinal i no aconseguiria passar a la final després d'obtenir 45 punts i el dotzè lloc.
Després de l'absència en 2014 i 2015, Poli Genova va retornar el país a la final del Festival amb la cançó «If love was a crime», amb la qual aconseguiria 307 punts i la quarta posició.
Després de l'èxit de l'any anterior, al Festival de la Cançó d'Eurovisió 2017, celebrat a Kíev, Bulgària va aconseguir la seva tercera classificació -segona consecuiva- a la gran final amb Kristian Kostov. A més, va obtenir la millor posició històrica per al país amb un segon lloc i 615 punts. Un any després, el país balcànic volgué repetir els bons resultats i va formar una banda anomenada Equinox, que hi va participar amb el tema «Bones» sense massa sort, ja que va obtenir el catorzè lloc amb 166 punts.
Pel que fa a l'any 2019, a pesar d'haver confirmat la seva participació des del primer moment, el 14 d'octubre de 2018 es dissolgué la delegació búlgara, fet que va provocar la seva retirada l'endemà, segons les declaracions, per motius econòmics.
Malgrat tot l'esdevingut l'any anterior, de cara al festival de 2020, la radiodifusora búlgara va declarar el 8 d'abril de 2019 que no tenien plans de tornar al concurs en un futur proper i el 8 de juny del mateix any, va ser revelat que la seva radiodifusora acumulava un deute de 50 milions de Levs, de manera que es va declarar en fallida. No obstant això, van estar a l'espera de triar una directiva i una delegació nova pel 5 de juliol de 2019, amb la possibilitat de participar de nou al concurs. Finalment, encara que estava previst que la decisió de tornar al festival es prengués a la fi de setembre de 2019, no va ser fins al 30 d'octubre quan es va confirmar la seva participació en la 65a edició.

## Participacions
Llegenda
| Any                                   | Seu        | Artista                            | Cançó                       | Final                | Punts                | Semifinal           | Punts.              |
| ------------------------------------- | ---------- | ---------------------------------- | --------------------------- | -------------------- | -------------------- | ------------------- | ------------------- |
| 2005                                  | Kíev       | Kaffe                              | «Lorraine»                  | No es va classificar | No es va classificar | 19                  | 49                  |
| 2006                                  | Atenes     | Mariana Popova                     | «Let me cry»                | No es va classificar | No es va classificar | 17                  | 36                  |
| 2007                                  | Hèlsinki   | Elitsa Todorova & Stoyan Yankoulov | «Water»                     | 5                    | 157                  | 6                   | 146                 |
| 2008                                  | Belgrad    | Deep Zone Project & DJ Balthazar   | «DJ, take me away»          | No es va classificar | No es va classificar | 11                  | 56                  |
| 2009                                  | Moscou     | Krassimir Avramov                  | «Illusion»                  | No es va classificar | No es va classificar | 16                  | 7                   |
| 2010                                  | Oslo       | Miro                               | «Angel si ti»               | No es va classificar | No es va classificar | 15                  | 19                  |
| 2011                                  | Düsseldorf | Poli Genova                        | «Na Inat»                   | No es va classificar | No es va classificar | 12                  | 48                  |
| 2012                                  | Bakú       | Sofi Marinova                      | «Love unlimited»            | No es va classificar | No es va classificar | 11                  | 45                  |
| 2013                                  | Malmö      | Elitsa Todorova & Stoyan Yankoulov | «Samo shampioni»            | No es va classificar | No es va classificar | 12                  | 45                  |
| No hi va participar entre 2014 i 2015 |            |                                    |                             |                      |                      |                     |                     |
| 2016                                  | Estocolm   | Poli Genova                        | «If love was a crime»       | 4                    | 307                  | 5                   | 220                 |
| 2017                                  | Kíev       | Kristian Kostov                    | «Beautiful Mess»            | 2                    | 615                  | 1                   | 403                 |
| 2018                                  | Lisboa     | Equinox                            | «Bones»                     | 14                   | 166                  | 7                   | 177                 |
| No hi va participar en 2019           |            |                                    |                             |                      |                      |                     |                     |
| 2020                                  | Rotterdam  | Viktória Gueorguieva               | «Tears Getting Sober»       | Festival cancel·lat  | Festival cancel·lat  | Festival cancel·lat | Festival cancel·lat |
| 2021                                  | Rotterdam  | Viktória Gueorguieva               | «Growing Up Is Getting Old» | 11                   | 170                  | 3                   | 250                 |
| 2022                                  | Torí       | Intelligent Music Project          | «Intention»                 | No es va classificar | No es va classificar | 16                  | 29                  |
| No hi va participar entre 2023 i 2025 |            |                                    |                             |                      |                      |                     |                     |

## Galeria d'imatges

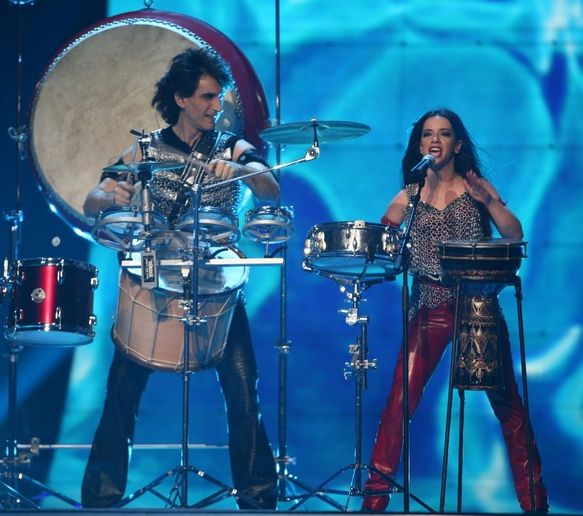
Elitsa Todorova i Stoyan Yankoulov a Hèlsinki (2007)
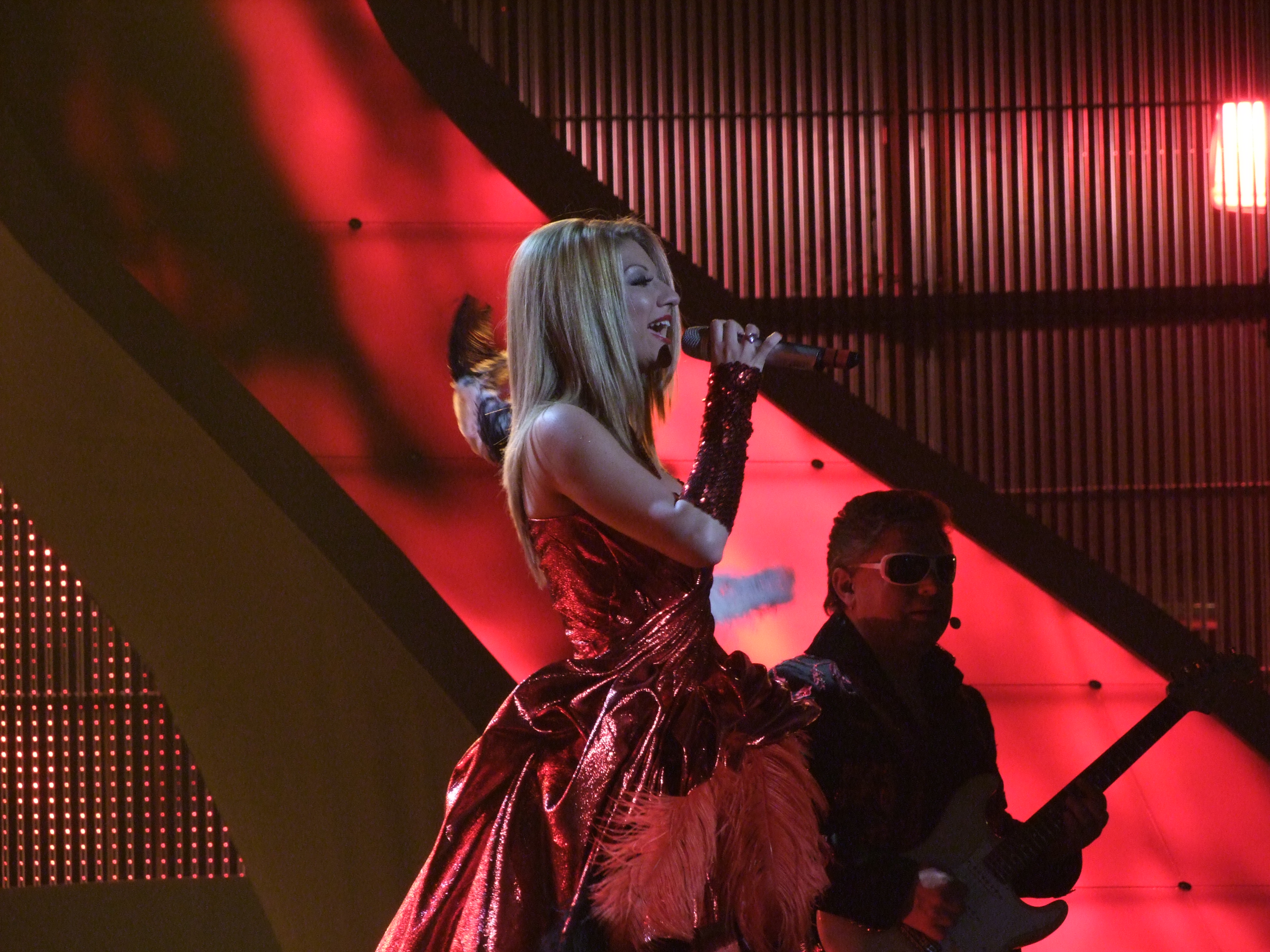
Deep Zone Project & DJ Balthazar a Belgrad (2008)
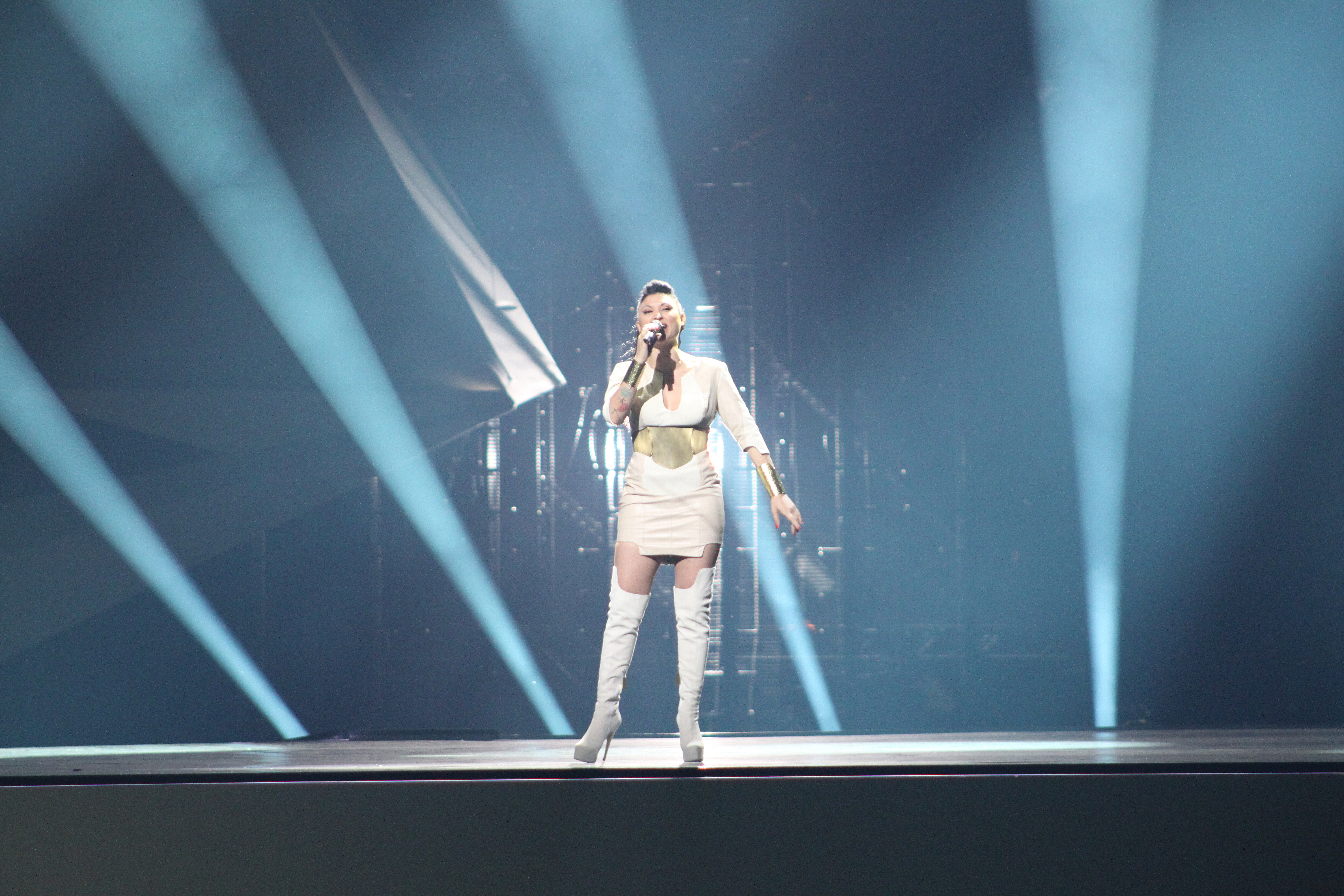
Sofi Marinova a Bakú (2012)
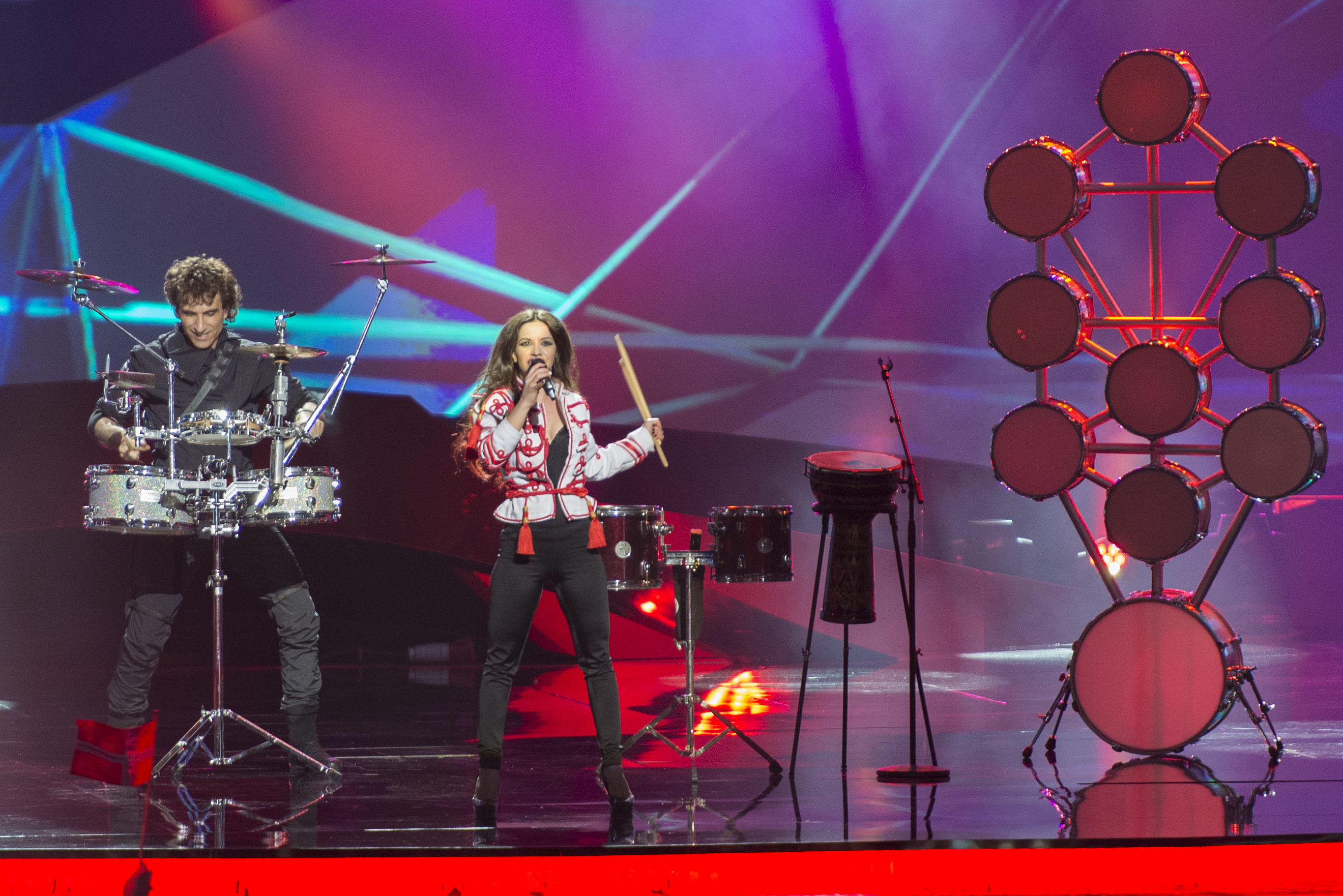
Elitsa Todorova i Stoyan Yankoulov a Malmö (2013)
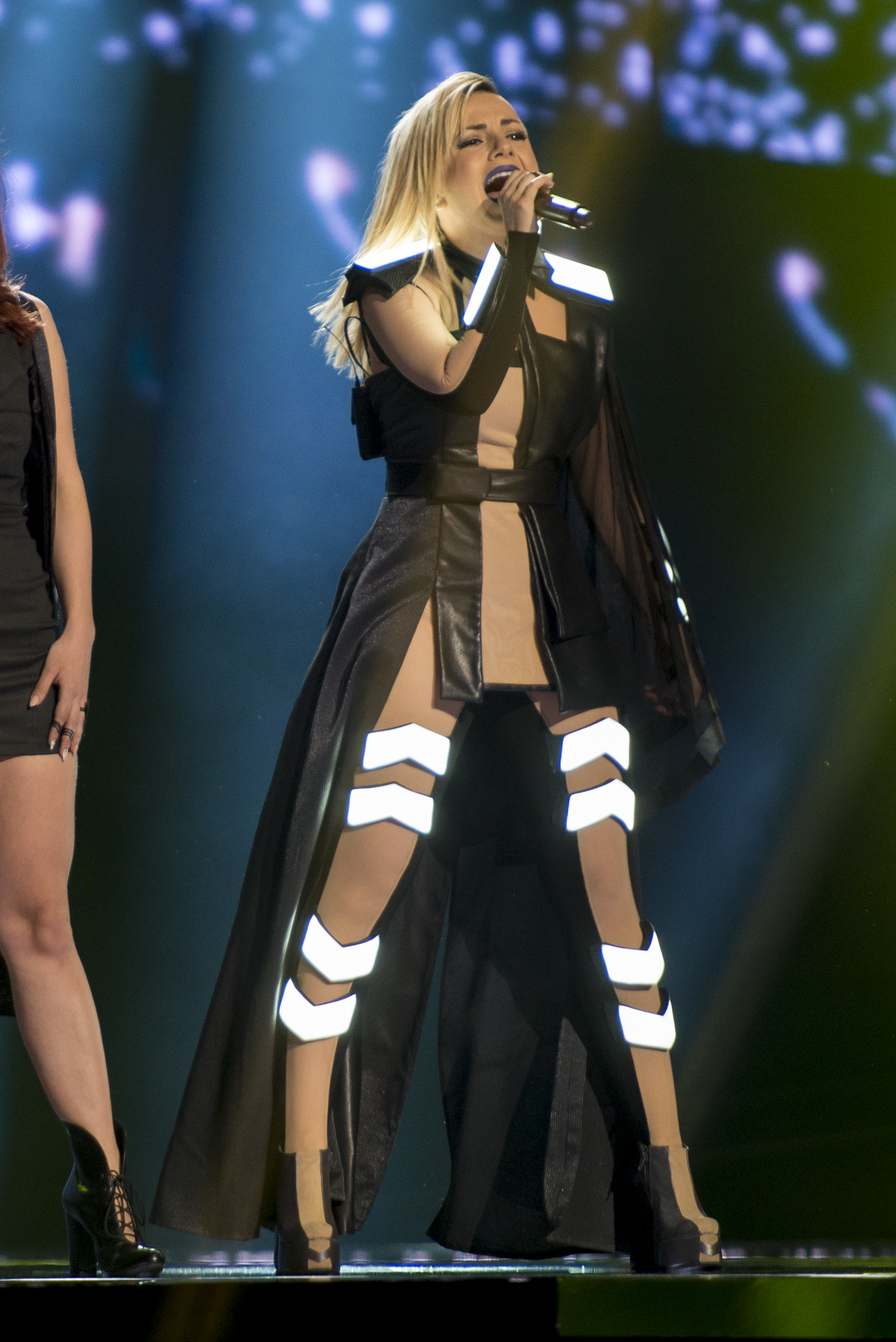
Poli Genova a Estocolm, durant la gran final de 2016, on quedà en quarta posició
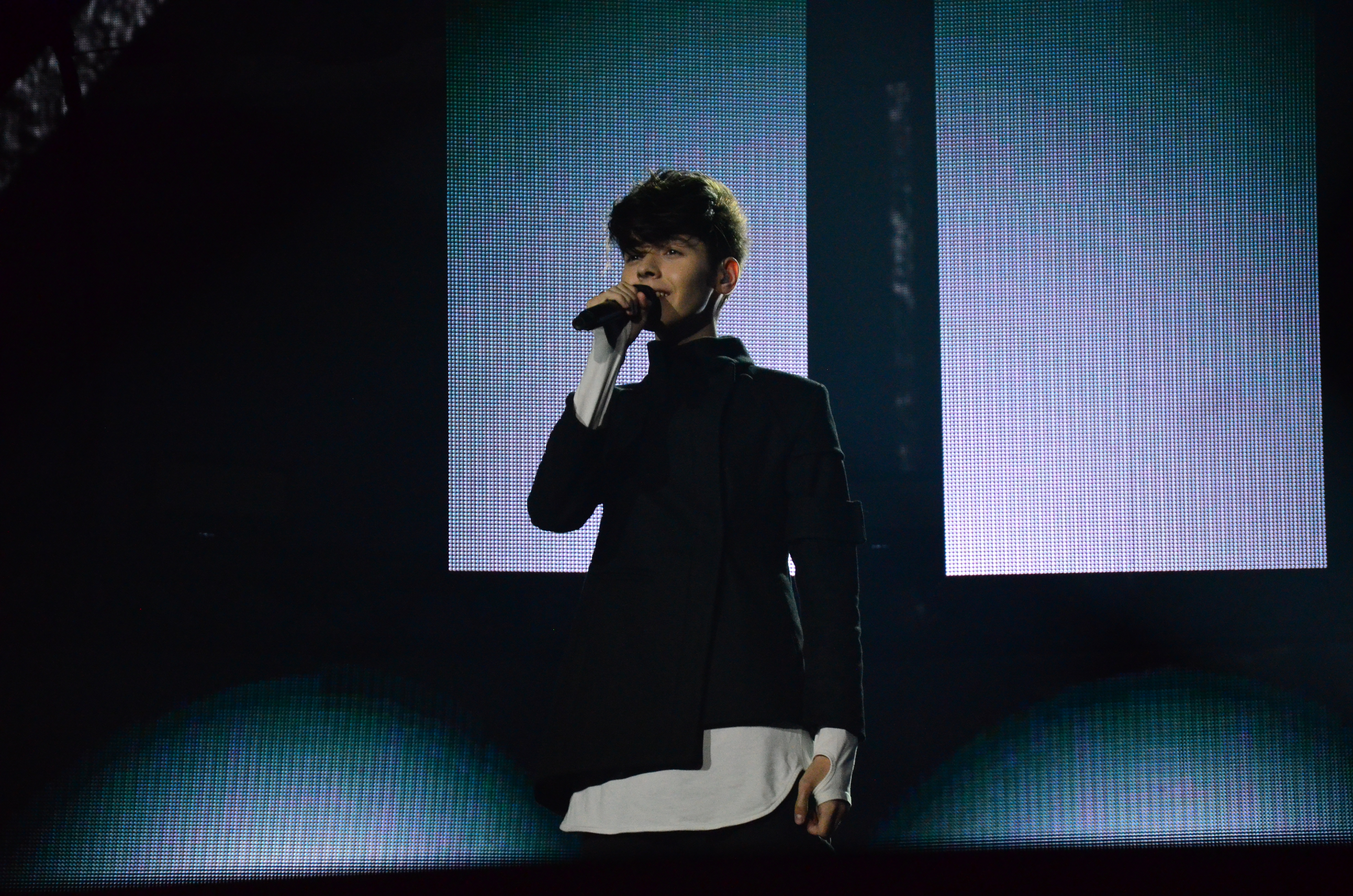
Kristian Kostov a Kíev (2017), on obtingué el segon lloc
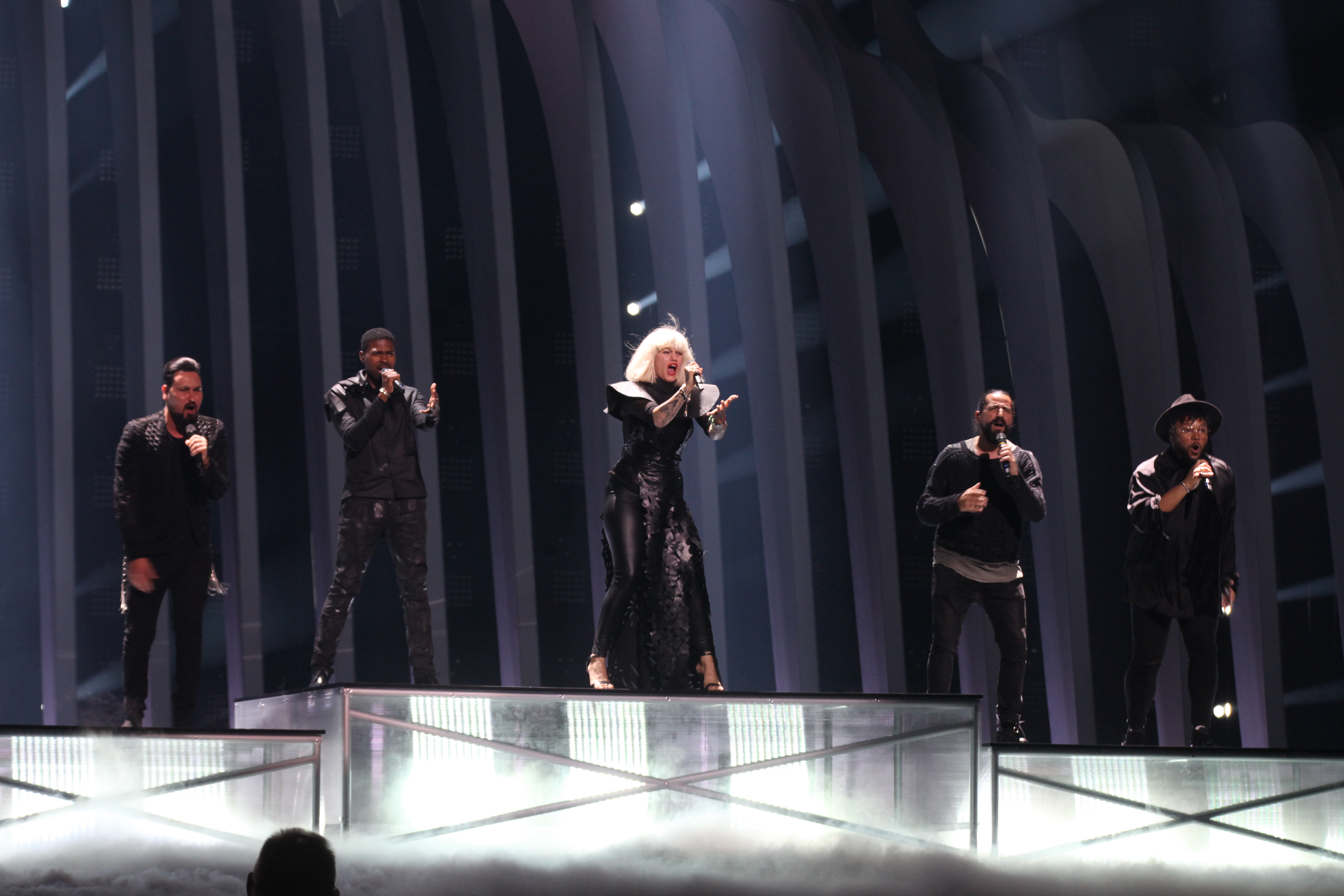
Equinox a Lisboa (2018)